# 6282 Edwelda
6282 Edwelda là một tiểu hành tinh được đặt theo tên của Filipinos Edwin L. Aguirre và Imelda B. Joson bởi IAU năm 1995. IAU đã kết hợp các tên của họ để đặt cho tiểu hành tinh này.
Mặc dù nó đã được nhà thiên văn học người Mỹ Carolyn Shoemaker phát hiện năm 1980 tại đài thiên văn Palomar ở gần San Diego, California.